# 食品残渣飼料
食品残渣飼料（しょくひんざんさしりょう）とは、食品残渣を原料として加工処理されたリサイクル飼料のこと。渣が当用漢字でないため、食品残さ飼料とも書く。農林水産省は「食品循環資源利用飼料」という用語を使っている。
社団法人配合飼料供給安定機構がエコフィード（Ecofeed）の登録商標を行ったが、現在は公益社団法人中央畜産会が保有している。

## 概要と背景
日本国内の食料自給率は先進国の中で最も低く、2007年時点で40%を切り、特に飼料穀物はそのほとんどを輸入に依存している。一方、食品製造業、食品流通業、外食産業等からは食品製造副産物、余剰食品、調理加工残さ等が大量に廃棄され、その多くは焼却処理されているのが現状である。
これらの背景と地球環境問題や資源の有効活用の面から、食品残さ（食品循環資源）を飼料化していくことが求められている。農林水産省は現在の飼料自給率23%を35%へ上げていくことを目標に掲げ、「飼料自給率向上戦略会議」（2005年5月）、「食品残さ飼料化行動会議」（2005年6月）を設置。行政機関、研究機関、民間事業者、畜産事業者等が連携し、研究や情報交換を進めながら、推進活動に取り組んでいる。

## 商標
そもそも「エコフィード」という言葉が造られた背景としては、以前から使われていた「残飯養豚」「生ごみ飼料」「食品廃棄物飼料」等の言葉のイメージが悪く、一般消費者に誤解や偏見を招く恐れがあったためである。関係者がシンポジウムや出版物、研究発表等の際に新たな造語として「エコフィード」という言葉の使用を始めた。現在、「エコフィード（ECOFEED）」は社団法人配合飼料供給安定機構が2005年6月9日に特許庁に商標登録を出願（商願：2005-52078）し、特許庁は2005年7月7日にこれを公開し、2007年6月に取得した。現在は公益社団法人中央畜産会が保有している。

## 安全性の確保
食品残渣飼料の製造・流通において、最優先事項は安全性の確保である。昨今、畜産物については、BSEや表示偽装問題をはじめ、穀物でのポストハーベスト農薬や遺伝子組み換え、抗菌剤の大量投与等様々な問題が露呈し、消費者の間で安全性の確保に対して関心が高まっている。このことから、食品残渣飼料の普及においても安全性確保を優先して推進していくことが、関係者間での合意事項となっている。
農林水産省消費安全局では2006年8月に『食品残さ等利用飼料の安全性確保のためのガイドライン』を制定し、原料排出、収集、製造、保管、給与等の各過程における管理の基本的な指針を示した。尚、この指針は当然、飼料安全法や家畜伝染病予防法の遵守を前提としている。
食肉や乳製品といった畜産品を食べるヒトへの影響だけでなく、飼料を餌とする家畜間の感染症（豚熱やアフリカ豚熱など）を防ぐことも求められる。農林水産省が2021年4月から適用するエコフィードの新しい基準は、加熱を求める飼料を「生肉などが混入している可能性があるもの」だった規定を、肉を扱う事業所等から排出され「肉と接触した可能性があるもの」に拡大。加熱の温度・方法も、攪拌しながら90度60分間以上かそれと同等以上に厳しくする。

## 食品残渣飼料の種類と技術
食品残渣飼料はその原料となる食品残さの水分含有量が多く、常温では腐敗や臭気の発生等の危惧があるため、様々な技術によって飼料化が取り組まれており、基本的な種類と技術は次のようなものがある。

### 乳酸発酵（サイレージ調製）技術
原料を密封埋蔵すると糖質を基質とする乳酸発酵が行われ、雑菌による変質（腐敗）が防止される特性を利用したもの。青刈トウモロコシや牧草等のサイレージ利用が一般的だが、野菜屑、ビール粕、おから等を利用することもある。

### 乾燥技術
様々な手法が開発されており、いずれも水分を取り除くことで、腐敗を防ぎ、長期保存を可能にする技術。課題としてはエネルギーコストが大きくなる点が挙げられる。

#### 乾燥の方式
- 油温減圧脱水乾燥方式
- ボイル乾燥方式
- 高温発酵乾燥方式
- 高温乾燥方式

### 湿式処理（リキッドフィーディング）技術
原料と水や牛乳を混合してスープ状にして、パイプラインにより給与する方法。乳酸菌を増殖させ、pH4程度に調製し、雑菌の繁殖を抑えるのが発酵リキッドフィーディング方式である。製造時のエネルギーコストは大幅に抑えられ、給与した際の乳酸菌による免疫力向上や腸内細菌叢の安定等に効果的だが、長期保存はできない。

#### 湿式処理の方式
- リキッドフィーディング方式
- 発酵リキッドフィーディング方式

## 参考資料・サイト等
- 社団法人 配合飼料供給安定機構　
  - 食品残さ利用飼料の安全性確保のためのガイドライン - 「安全性確保ガイドライン」と「Q&A」
    - HTML
    - PDF

  - 食品残さの飼料化（エコフィード）をめざして - 指導者（アドバイザー）育成のための資料
    - HTML
    - PDF

  - リーフレット「食品残さ飼料（エコフィード）の利用を進めるために」
    - PDF

  - 食品残さの飼料化（エコフィード）をめざして - 飼料化マニュアル（平成19年版）
    - PDF
- 農林水産省 - 食料自給率
- 農林水産省 - 飼料